# Camila Bordonaba
Camila Bordonaba Roldán (phát âm tiếng Tây Ban Nha: [kaˈmila βoɾðoˈnaβa]; sinh ngày 4 tháng 9 năm 1984 tại El Palomar, Buenos Aires, Argentina) (biệt danh là Cami hoặc Cato) là một nữ diễn viên, ca sĩ, nhạc sĩ, vũ công, nhạc sĩ, giám đốc nhà hát và cựu người mẫu người Argentina. Cô nổi tiếng với các vai diễn trong Chiquititas, Rebelde Way, Son de Fierro và Atracción x4 và là thành viên của ban nhạc Argentina Erreway.

## Cuộc sống cá nhân
Camila Bordonaba Roldán sinh ngày 4 tháng 9 năm 1984 tại El Palomar, Buenos Aires, với chủ sở hữu siêu thị Juan Carlos Bordonaba và Nora Roldán; cô cũng có hai anh chị em, Melina và Rodrigo. Sau đó, cô ngày Erreway thành viên phi hành đoàn sản xuất Chochi; Bordonaba tuyên bố chia tay vào năm 2007  Cô đặt tên cho người bạn đời là ban nhạc Erreway, Felipe Colombo, người bạn thân nhất của cô.
Trong một cuộc phỏng vấn năm 2001, Bordonaba tuyên bố rằng cô lo lắng về tương lai của đất nước mình, rằng " Axl Rose là" thần tượng tuổi teen "yêu thích của cô và" tình yêu bất khả thi ", rằng cô dự định bay trên một chiếc dù vào một ngày nào đó và cô sẽ đi đến Ai Cập nếu có cơ hội chọn một nơi để tham quan. Khi được hỏi về Chúa, cô chỉ trả lời "Tôi chắc chắn có ai đó ở đó". Bordonaba rất thích nhạc rock, và được đặt tên là Guns N 'Roses và Sui Generis, ban nhạc yêu thích của cô. Cô cũng trích dẫn Hermann Hesse là tác giả yêu thích của mình, The Simpsons là loạt phim yêu thích, Charly García và Diego Torres là ca sĩ yêu thích, và Fernán Mirás và Whoopi Goldberg là những diễn viên yêu thích của cô. Bordonaba cũng là một người ủng hộ nhiệt tình của các câu lạc bộ bóng đá (bóng đá) Independiente và Nueva Chicago.

## Nghề nghiệp

### Diễn xuất
Camila Bordonaba xuất hiện lần đầu trong chương trình truyền hình Canta Niños năm 1987, khi mới 2 tuổi, cùng với chị gái Melina. Năm 1996, cô được chọn cho vai Pato trong Chiquititas, một bộ phim truyền hình ăn khách của Cris Morena. Bordonaba đóng vai Pato cho đến Phần bốn, và khi một câu chuyện mới bắt đầu vào năm 1999, cô đóng vai Camila Bustillo. Chiquititas trở nên phổ biến trên toàn thế giới đến nỗi người hâm mộ ở Israel, nơi telenovela được công nhận nhiều, yêu cầu các ngôi sao đến thăm đất nước của họ. Bordonaba cũng đã thu âm sáu bản nhạc phim <i id="mwOQ">Chiquititas</i>, và cũng là một cho bộ phim đầu tiên của cô, Chiquititas: Rincón de luz, bộ phim chuyển thể năm 2001 của Chiquititas.
Bordonaba tiếp tục đóng vai Mareather Pía Spirito trong một bộ phim quốc tế khác, Rebelde Way (2002.03). Nhân vật của cô trở thành nhân vật được yêu thích của người hâm mộ Rebelde Way. Mọi người yêu thích tính cách nổi loạn của cô và thái độ liều lĩnh và hướng ngoại của cô. Nhờ Rebelde Way, sự nổi tiếng quốc tế của cô ấy còn tăng hơn nữa. Rebelde Way là một hit lớn trong thanh thiếu niên Mỹ Latinh và là một hiện tượng chưa từng thấy ở Israel. Bordonaba và bạn diễn Rebelde Way của cô là Stewamín Rojas, Luisana Lopilato và Felipe Colombo cũng bắt đầu một ban nhạc bán chạy nhất, Erreway và họ đã phát hành ba album phòng thu. Cô cũng xuất hiện trong phần tiếp theo của bộ phim Rebelde Way, Erreway: 4 caminos.
Năm 2004 Bordonaba xuất hiện trong sê-ri Cris Morena Group Floricienta. Năm sau cô có vai trò khách mời trong ¿Quién es el Jefe?, phiên bản Argentina của Ai là ông chủ? và đóng vai chính là Sisí trong loạt phim El Patrón de la Vereda. Vào năm 2007 và 2008, cô đã tham gia bộ phim Son de Fierro của Pol-ka, bộ phim đã trở thành một trong những bộ phim được xem nhiều nhất ở Argentina. Từ 2008 đến 2009, Bordonaba đóng vai Malena Lacalle trong sê-ri Atracción x4 của Pol-Ka. Đến năm 2010, cô đang thực hiện một bộ phim mới, một bộ phim kinh dị Penumbra.
Camila là một trong những nữ diễn viên trẻ người Argentina thành công nhất. Cô học biểu diễn khi cô 8 tuổi và bắt đầu diễn xuất tại Chiquititas khi mới 12 tuổi. Năm 2007 từ Tây Ban Nha, cô được bầu là "Nữ diễn viên trẻ quốc tế xinh đẹp" (cô đã giành được nữ diễn viên như Jessica Alba, Scarlett Johansson, Jessica Biel và những người khác).

### Âm nhạc
Trong quá trình phát triển Rebelde Way, Bordonaba và các bạn diễn của cô - Stewamín Rojas, Luisana Lopilato và Felipe Colombo - đã trở thành thành viên của nhóm nhạc Erreway. Chúng trở nên phổ biến ngay lập tức trên khắp Châu Mỹ Latinh, Tây Ban Nha, Châu Âu, Israel và nhiều quốc gia khác. Tất cả các album phòng thu của họ, Señales (2002), Tiempo (2003) và Memoria (2004), đều đạt chứng nhận Bạch kim. Năm 2007, Luisana Lopilato đã chính thức rời Erreway, hiện bao gồm Bordonaba, Rojas và Colombo. Họ đã phát hành Erreway Presenta su caja recopilatoria, bản tổng hợp hit lớn nhất, vào năm 2007, và đang làm việc cho album thứ tư của họ, Vuelvo.
Bordonaba cũng đã thu âm các bản nhạc cho phim truyền hình và phim của cô. Cô đã thu âm bảy album nhạc phim cho Chiquititas (1996 <span typeof="mw:Entity" id="mwew">–</span> 2001). Năm 2005 Bordonaba đã thu âm một album nhạc phim thành công cho sê-ri El Patrón de la Vereda, đây là album solo đầu tiên của cô, từ album Bordonaba có nhiều bản hit. Năm 2007, cô tham gia Felipe Colombo và Vanesa González trong một ban nhạc cho Son de Fierro. Hợp đồng của cô với Cris Morena Group gần như đã ngăn cô ký hợp đồng với Pol-ka và loạt Atracción x4; tuy nhiên Bordonaba đã ký và phát hành một album nhạc phim với các ngôi sao co của cô ấy vào năm 2008 
Năm 2010, có tin Camila Bordonaba và Felipe Colombo đã thành lập một ban nhạc, La Miss Tijuana cùng với người bạn Willy Lorenzo của họ. Trên hồ sơ MySpace và Facebook của họ, ban nhạc đã đăng các bài hát của họ "Sólo Me Salva Amar", "Vuelvo", "Deja que llueva" và "3 iarchas".